# Enhanced Graphics Adapter

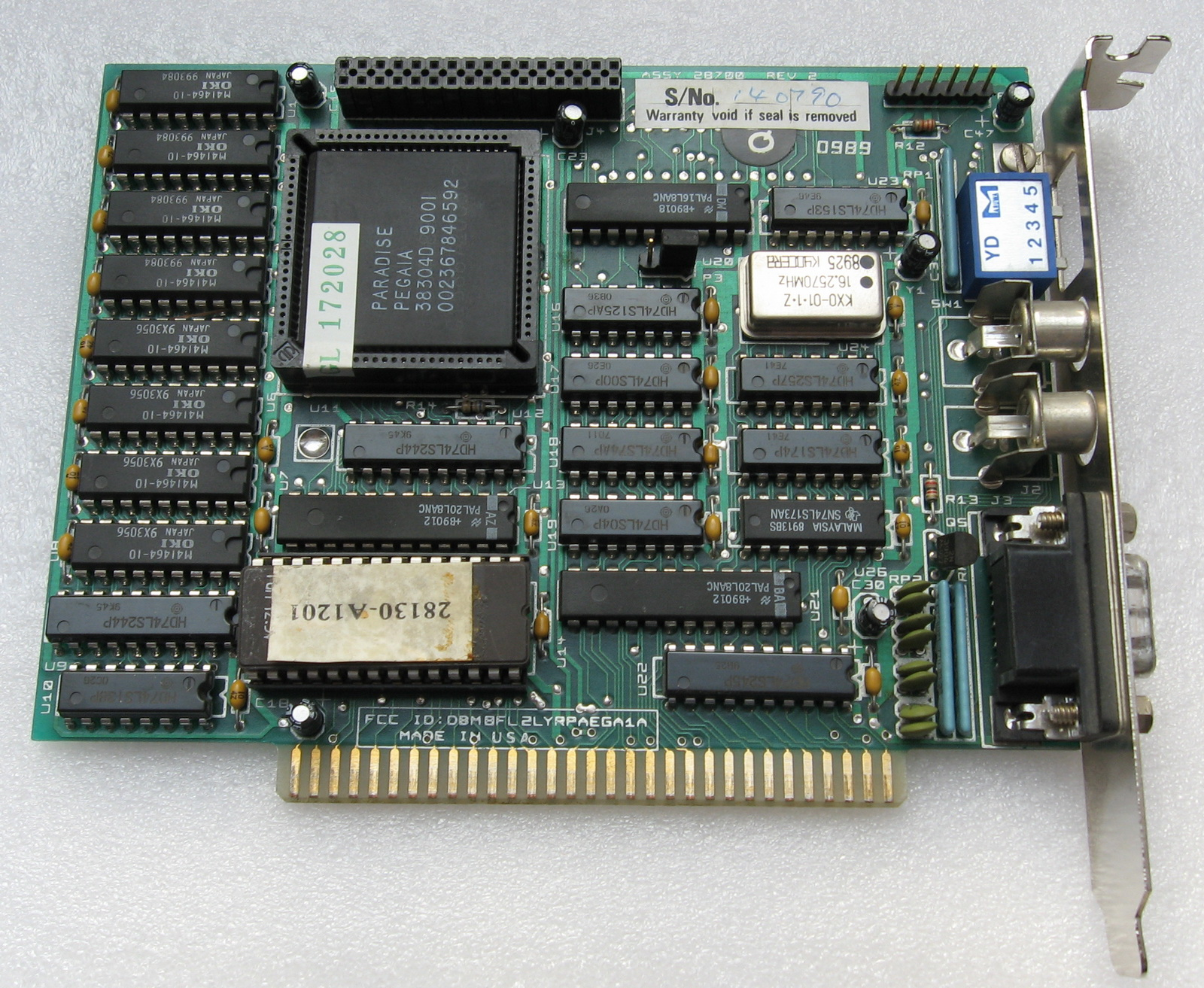
Відеокарта EGA

EGA (англ. Enhanced Graphics Adapter) — стандарт моніторів і відеоадаптерів для IBM PC. Випущений IBM в 1984 році для нової моделі персонального комп'ютера IBM PC AT. Відеоадаптер EGA дозволяє використовувати 16 кольорів за роздільності 640×350 пікселів. Його оснащено 16 КБ ПЗП для розширення графічних функцій BIOS і відеоконтролером Motorola MC6845. За своїми характеристиками розташований між CGA і VGA.
Адаптер EGA при роздільності 640×350 дозволяє одночасно використовувати 16 кольорів з можливих 64-х (по два біти на червону, зелену і синю складові). EGA також підтримує 16-кольорові варіанти графічних режимів CGA 640×200 і 320×200; в цьому випадку можна використовувати лише кольори з палітри CGA. Вихідні режими CGA також підтримуються, хоча EGA не повністю апаратно сумісний з CGA. EGA може виводити зображення на MDA-монітор, ця можливість вмикається за допомогою перемикачів на платі, при цьому доступний лише режим 640×350.
Плата EGA підключається до шини ISA, починаючи з 8-бітної версії. Базова версія EGA мала 64 КБ відеопам'яті, чого було достатньо для монохромної графіки високої роздільності і кольорової графіки в режимах 640×200 і 320×200. З часом, більшість плат EGA почала випускатись з 256 КБ відеопам'яті. Деякі клони EGA сторонніх виробників (в тому числі, ATI Technologies і Paradise) підтримують розширені графічні режими (наприклад, 640×400, 640×480 і 720×540), автоматичне визначення типу монітора і, іноді, спеціальний черезрядковий режим для CGA-моніторів.
Стандарт EGA був замінений стандартом VGA, представленим IBM у квітні 1987 року з моделлю комп'ютера PS/2.

## Текстові режими
В текстових режимах використовується два типи шрифтів. Стандартний шрифт EGA формується матрицею 7×9 в комірці 8×14 пікселів. Для сумісності з CGA використовується шрифт з матрицею 7×7 в комірці 8×8 пікселів.
EGA — перший відеоадаптер IBM, що дозволяє програмно змінювати шрифти текстових режимів.
Доступні такі режими:
- 80×25 символів (комірка 8×14 пікселів; роздільність 640×350 пікселів).
- 40×25 символів (комірка 8×8 пікселів; роздільність 320×200 пікселів).
- 80x43 символів (комірка 8×8 пікселів; роздільність 640×350 пікселів). Цей режим не є стандартним. Для його використання необхідно спочатку встановити режим 80×25, а потім завантажити шрифт 8×8 за допомогою команди BIOS.[3]

## Графічні режими
- 320×200 пікселів
- 640×200 пікселів
- 640×350 пікселів

## Палітра

Повна 64-колірна палітра EGA

Палітра EGA дозволяє використовувати всі 16 кольорів CGA одночасно, і дозволяє обрати кольори з 64-колірної палітри (по два біти на червону, зелену і синю складові). Також вона може використовувати коричневий колір CGA без будь-яких додаткових схем для дисплеїв. Наступний стандарт VGA був заснований на EGA, дозволивши використання 64 кольорів, що можуть бути налаштовані.
При виборі кольору для палітри EGA, по два біти використовуються для червоного, зеленого і синього каналу. Це означає, що кожен канал може набувати значення 0, 1, 2 або 3. Для вибору кольору магента, червоний і синій канал матимуть середню інтенсивність (2, або 10 в двійковій системі) а зелений канал буде вимкнений (0). При розрахунку певного значення в 64-колірній палітрі EGA, двійковий номер когості[що?] каналу, а букви верхнього реєстру позначають значення інтенсивнішого. Для магента, потрібні інтенсивніші червоний та синій канали, отже значення для R і B буде 1. Всі останні канали не потрібні, отже вони будуть позначені як нулі. Таким чином отримаємо двійковий номер кольору магента 000101. В десятковій системі це означає 5, таким чином встановлення кольору для палітри як 5 дасть магента.
| Стандартна EGA 16-колірна палітра (відповідає стандартним кольорам CGA colors) | Стандартна EGA 16-колірна палітра (відповідає стандартним кольорам CGA colors) | Стандартна EGA 16-колірна палітра (відповідає стандартним кольорам CGA colors) |
| Color                                                                          | rgbRGB                                                                         | Decimal                                                                        |
| ------------------------------------------------------------------------------ | ------------------------------------------------------------------------------ | ------------------------------------------------------------------------------ |
| 0 — black (#000000)                                                            | 000000                                                                         | 0                                                                              |
| 1 — blue (#0000AA)                                                             | 000001                                                                         | 1                                                                              |
| 2 — green (#00AA00)                                                            | 000010                                                                         | 2                                                                              |
| 3 — cyan (#00AAAA)                                                             | 000011                                                                         | 3                                                                              |
| 4 — red (#AA0000)                                                              | 000100                                                                         | 4                                                                              |
| 5 — magenta (#AA00AA)                                                          | 000101                                                                         | 5                                                                              |
| 6 — brown (#AA5500)                                                            | 010100                                                                         | 20                                                                             |
| 7 — white / light gray (#AAAAAA)                                               | 000111                                                                         | 7                                                                              |
| 8 — dark gray / bright black (#555555)                                         | 111000                                                                         | 56                                                                             |
| 9 — bright blue (#5555FF)                                                      | 111001                                                                         | 57                                                                             |
| 10 — bright green (#55FF55)                                                    | 111010                                                                         | 58                                                                             |
| 11 — bright cyan (#55FFFF)                                                     | 111011                                                                         | 59                                                                             |
| 12 — bright red (#FF5555)                                                      | 111100                                                                         | 60                                                                             |
| 13 — bright magenta (#FF55FF)                                                  | 111101                                                                         | 61                                                                             |
| 14 — bright yellow (#FFFF55)                                                   | 111110                                                                         | 62                                                                             |
| 15 — bright white (#FFFFFF)                                                    | 111111                                                                         | 63                                                                             |

## Технічні характеристики

### Роз'єм
Роз'єм на відеокарті:
| 5 | 1 |
|   |   |
| 9 | 6 |

| Pin | Назва | Функція                            |
| --- | ----- | ---------------------------------- |
| 1   | GND   | Маса                               |
| 2   | SR    | Вторинний червоний (Інтенсивність) |
| 3   | PR    | Первинний червоний                 |
| 4   | PG    | Первинний зелений                  |
| 5   | PB    | Первинний синій                    |
| 6   | SG    | Вторинний зелений (Інтенсивність)  |
| 7   | SB    | Вторинний синій (Інтенсивність)    |
| 8   | H     | Горизонтальна синхронізація        |
| 9   | V     | Вертикальна синхронізація          |

### Сигнал
| Тип                   | Цифровий, ТТЛ  |
| Роздільність          | 640×350 та ін. |
| Горизонтальна частота | 15,7/21,8 кГц  |
| Вертикальна частота   | 60 Гц          |
| Кількість кольорів    | 16/64          |

## Конкуруючі відеоадаптери
В 1984 році IBM також випустила відеоадаптер Professional Graphics Controller для використання в САПР. Адаптер підтримував роздільність 640×480 пікселів (трохи більше, ніж у EGA) і одночасний вивід 256 кольорів з 4096 можливих. Збільшена кількість кольорів дозволяла створювати фотореалістичні зображення. Адаптер мав власну мову для створення й перетворення двовимірних і тривимірних зображень. Також він міг емулювати роботу CGA.